# Велике Село (Бежецький район)
Велике Село (рос. Великое Село) — присілок в Бежецькому районі Тверської області Російської Федерації.
Населення становить 12 осіб. Входить до складу муніципального утворення Моркиногорське сільське поселення.

## Історія
Від 2005 року входить до складу муніципального утворення Моркиногорське сільське поселення.

## Населення
| 2008 | 2010 |
| ---- | ---- |
| 10   | ↗12  |